# Hönöleden
Hönöleden är färjeförbindelsen mellan Lilla Varholmen (vid Hisingen) och Hönö/Öckerö i Bohusläns yttre skärgård. Leden trafikeras av Trafikverket Färjerederiet och går mellan färjelägen på Lilla Varholmen (vid Hisingen) respektive Hönö. Färjeleden är Sveriges mest trafikerade, räknat i antal motorfordon, med drygt 2 300 000 fordon år 2009. Sträckan är en del av den allmänna vägen Länsväg 155 och således avgiftsfri för samtliga trafikanter. Färjesträckan är 2 500 meter lång och överfarten tar 12 minuter. Fyra av Trafikverket Färjerederiets största färjor trafikerar Hönöleden, M/S Ada, M/S Beda, M/S Göta och M/S Marie.
Kostnaden för färjelinjen låg 2023 på 151 miljoner per år.

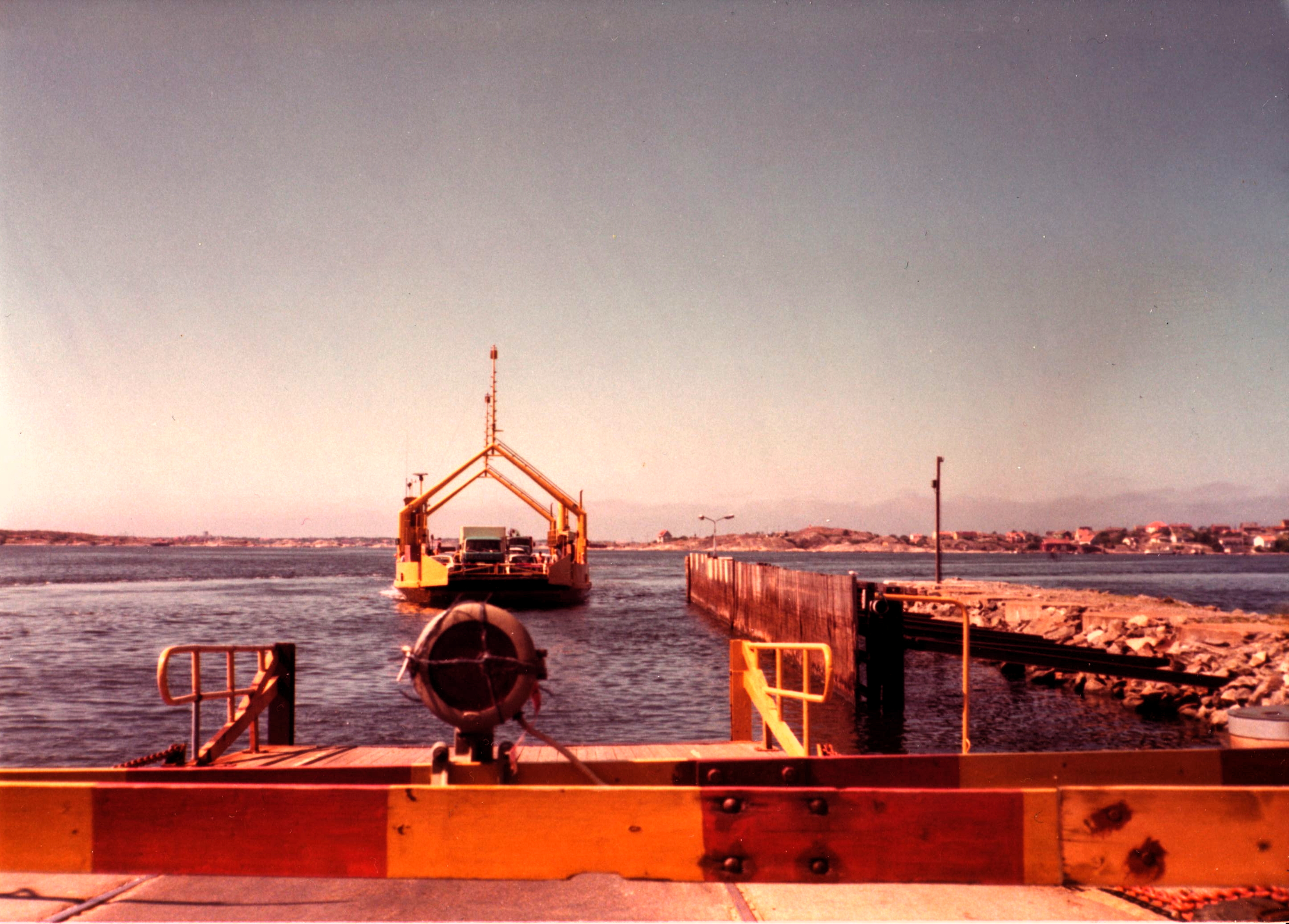
Färjan Lilla Varholmen-Öckerö på 1970-talet.

## Historia
Det var Vägverket som den 6 december 1962 började trafikera sträckan mellan Lilla Varholmen och Öckerö. Då var det endast två stycken färjor med kapacitet för 16 bilar som körde längs sträckan. Tidigare hade den huvudsakliga näringen i Göteborgs norra skärgård varit fisket, men när nedgången inom fisket på 60-talet blev alltför stor började allt fler öbor pendla till alternativa jobb på fastlandet. En av de dominerande arbetsgivarna på Hisingen är Volvo, som på 60-talet dessutom var inne i ett expansivt skede. Allt eftersom behovet ökade kom också kapaciteten längs leden att förbättras. År 1981 fick färjeleden sin nuvarande sträckning då färjeläget flyttades från Öckerö till Hönö. Idag trafikerar fyra stycken färjor leden, vardera med plats för 75 bilar och med kapacitet att klara avgångar var tionde minut. Under perioden december 2015 till juni/juli 2017 byggdes färjeterminalen vid Lilla Varholmen om, så att piren byggdes ut till en bussterminal. Ombyggnaden var en del av Västsvenska paketet.